# Christof Wolfmaier
Christof Wolfmaier (* 1961 in Schorndorf) ist ein deutscher Ingenieur, Hochschullehrer und Rektor der Hochschule Esslingen.

## Leben
Christof Wolfmaier absolvierte nach dem Abschluss der Realschule eine Ausbildung zum Karosseriebauer bei der 
Baur Karosserie- und Fahrzeugbau GmbH in Stuttgart, die er 1981 als erster Kammersieger im Bezirk der Handwerkskammer Stuttgart abschloss. Nach Ableistung des Wehrdienstes erwarb er 1984 auf dem zweiten Bildungsweg die Hochschulzugangsberechtigung. Von 1984 bis 1988 studierte er an der Fachhochschule Hamburg Fahrzeugtechnik mit der Vertiefung Karosserie- und Flugzeugbau und schloss das Studium als Diplomingenieur (FH) mit der Gesamtnote sehr gut ab. Als jahrgangsbester Absolvent wurde ihm der Hans-Bohnsack-Preis verliehen.
Anschließend war er von 1988 bis 1992 als Konstrukteur sowie von 1992 bis 1994 als Leiter der Entwicklungsabteilung bei der Baur Karosserie- und Fahrzeugbau GmbH in Stuttgart tätig, wo er Kundenprojekte für die Porsche AG (Dachsysteme für Porsche Boxster und Porsche 911) leitete. Ab 1991 hatte Christof Wolfmaier an der Fachhochschule für Technik Esslingen einen Lehrauftrag im Fachbereich Fahrzeugtechnik für das Fach Karosseriekonstruktion.
Christof Wolfmaier wurde 1994 als Professor in den Fachbereich Fahrzeugtechnik der Fachhochschule für Technik Esslingen berufen. Nach der Insolvenz der Baur Karosserie- und Fahrzeugbau GmbH gründete er 1998 aus deren Konstruktionsabteilung das Ingenieurbüro für Fahrzeugtechnik in2p GmbH mit Sitz in Fellbach und in2p LLC mit Sitz in Tuscaloosa, Alabama, USA. 1999 wurde ihm die Honorarprofessorenwürde der chinesischen Yangzhou-Universität verliehen. 2004 wurde er zum Dekan der Fakultät Fahrzeugtechnik an der Hochschule Esslingen gewählt. Am 22. Januar 2019 wählten ihn Hochschulrat und Senat zum Rektor der Hochschule Esslingen. Seine Amtszeit begann am 1. September 2019.
Die ukrainische Nationale Technische Universität „Dniproer Polytechnikum“ hat Christof Wolfmaier am 6. November 2023 die Ehrendoktorwürde verliehen. Damit würdigte die ukrainische Partneruniversität seine besonderen Verdienste um den internationalen Studierendenaustausch. Von der Wochenzeitung Die Zeit und dem Centrum für Hochschulentwicklung (CHE) wurde Christof Wolfmaier 2023 neben fünf weiteren Hochschulpräsidenten und -rektoren für die bundesweite Auszeichnung „Hochschulmanager des Jahres 2023“ nominiert.
Christof Wolfmaier ist verheiratet und hat drei erwachsene Kinder. Er ist Mitglied des Stifterforums der Bürgerstiftung Schorndorf und 1. Vorsitzender des Kirchbauvereins Stadtkirche Schorndorf. Zudem engagiert er sich als wissenschaftlicher Beirat der Forscherfabrik Schorndorf.

## Patentanmeldungen (Auswahl)
- Patent  DE19638846A1: Cabriolet mit starren Dachrahmen. Angemeldet am 21. September 1996, veröffentlicht am 26. März 1998, Anmelder: Karosserie Baur GmbH, Erfinder: Christof Wolfmaier.‌
- Patent  US6139087A: Kinematic folding top for passenger cars. Angemeldet am 17. September 1998, veröffentlicht am 31. Oktober 2000, Anmelder: Christof Wolfmaier, Erfinder: Christof Wolfmaier, Mathias Fröschle.‌
- Patent  DE19907659A1: Falt- oder Klappverdeck für ein Kraftfahrzeug. Angemeldet am 17. September 1998, veröffentlicht am 31. Oktober 2000, Anmelder: Bayerische Motoren Werke AG, Erfinder: Gerd Schuster, Mathias Fröschle, Christof Wolfmaier.‌
- Patent  EP0887216A2: Flexible, insbesondere textile Abdeckung für den Verdeckkasten eines Cabriolets. Angemeldet am 13. Mai 1998, veröffentlicht am 30. Dezember 1998, Anmelder: Bayerische Motoren Werke AG, Erfinder: Andreas Schmitt, Uwe Kwasny, Christof Wolfmaier.‌
- Patent  DE19801876A1: Kinematisches Verdeck. Angemeldet am 20. Januar 1998, veröffentlicht am 22. Juli 1999, Anmelder: Baur Engineering GmbH, Erfinder: Christof Wolfmaier, Mathias Fröschle.‌